# Talaigua Nuevo
Talaigua Nuevo es un municipio del Departamento de Bolívar, República de Colombia, ubicado en una isla fluvial, conocida como isla Margarita o de Mompóx, a 257 km al SE de Cartagena de Indias. Se asienta sobre una llanura aluvial interior drenada principalmente por el río Magdalena.

## Datos básicos
Tiene una extensión de 261 km² y una población oficial en 2005 de 11.086 habitantes dedicados principalmente a la agricultura, la pesca y la ganadería.
El municipio limita al norte con el Departamento del Magdalena, al sur con el municipio de Mompós, al este con el municipio de Cicuco y al oeste, con el municipio de Magangué. El municipio de Talaigua se ubica en una llanura aluvial interior, cuyas alturas no sobrepasan los 50 m s. n. m. Al norte el territorio del municipio es bañado por el brazo de Mompox, y hacia el occidente por el brazo de Loba, ambos brazos del río Magdalena. Al noroeste, estos dos brazos se reúnen para correr en un solo cauce hasta su desembocadura. El territorio también es regado por el caño Chicagua y gran cantidad de ciénagas, haciendo del lugar una zona fácilmente inundable.

## División Político-Administrativa
Además de su Cabecera municipal. Talaigua Nuevo tiene bajo su jurisdicción los siguientes Centros poblados:
- Cañohondo
- Ladera de San Martín
- Los Mangos
- Patico
- Peñón de Durán
- Porvenir
- Talaigua Viejo
- Tupe
- Vesubio

## Historia
A la llegada de los españoles los indios del lugar estaban dirigidos por el cacique Talygua, que pertenecía al grupo indígena Malibú, pacabuy o Sondagua. Estos indios eran diestros en la navegación por el río Magdalena y parece ser que se opusieron por la exploración del territorio, llevada a cabo por Gonzalo Jiménez de Quesada en la década de 1530. No obstante parece ser que los primeros españoles en dominar los territorios de esta zona fueron Alonso de Heredia y el licenciado Santa Cruz, quienes en 1540 fundaron la vecina villa de Santa Cruz de Mompox.
Inicialmente fue otorgada en Encomienda siendo sus primeros encomenderos Don Hernando de Medina y Antuan Pérez. En el siglo XVIII pasó a ser Resguardo Indígena, de la provincia de Cartagena. Durante el siglo XIX los territorios indígenas fueron ocupados ilegalmente por colonos mestizos y blancos y ya para 1900 había desaparecido el resguardo, aunque hoy sobreviven danzas y costumbres indígenas. Cerca del poblado se asentaron durante la colonia algunas haciendas esclavistas, dedicadas ya fuera al cultivo de caña de azúcar y cacao, como a la boga del río; de estas haciendas desciende la población negra y mestiza del pueblo.
El pueblo de Talaigua se ubicó donde hoy se asienta el corregimiento de Talaigua Viejo hasta el 15 de julio de 1840, cuando por efectos de las inundaciones los habitantes se reubicaron allí; el líder de esta reubicación fue el sacerdote Emeterio Ospina y al pueblo se le conoció inicialmente como Guayabal.
En 1950 comienza su lucha por desagregarse del municipio de Mompós y formar una entidad municipal aparte. Finalmente el municipio de Talaigua Nuevo fue creado como municipio por medio de la Ordenanza 10 de 1984 emanada de la asamblea del Departamento de Bolívar
Su primer alcalde posesionado al año siguiente, en febrero de 1985, fue el Driwualdo Camelo Lascarro, elegido en común acuerdo por el grupo que se movilizó para que el pueblo de Talaigua fuera Municipio, para que fuera nombrado por Decreto por el entonces gobernador de Bolívar Arturo Matson Figueroa.

## Estructura organizacional municipal
| Talaigua Nuevo | Talaigua Nuevo | Talaigua Nuevo             |
| Departamento   | Código DANE    | Categoría municipal (2023) |
| -------------- | -------------- | -------------------------- |
| Bolívar        | 13780          | Sexta                      |

- Personería: Es un centro del Ministerio Público de Colombia que ejerce, vigila y hace control sobre la gestión de las alcaldías y entes descentralizados; velan por la promoción y protección de los derechos humanos; vigilan el debido proceso, la conservación del medio ambiente, el patrimonio público y la prestación eficiente de los servicios públicos, garantizando a la ciudadanía la defensa de sus derechos e intereses.

- Concejo Municipal: Es la suprema autoridad política del municipio. En materia administrativa sus atribuciones son de carácter normativo. También le corresponde vigilar y hacer control político a la administración municipal. Se regulan por los reglamentos internos de la corporación en el marco de la Constitución Política Colombiana (artículo 313) y las leyes, en especial la Ley 136 de 1994 y la Ley 1551 de 2012.

Constituido por 11 concejales por un periodo de 4 años.
- Alcaldía Municipal: En esta se encuentra la administración municipal y las entidades descentralizadas del municipio.

El Alcalde se pronuncia mediante decretos y se desempeña como representante legal, judicial y extrajudicial del municipio. El actual Alcalde municipal es Jorge Arias Zuluaga (2024-2027), elegido por voto popular.
- JAL.

## Servicios públicos
- Energía Eléctrica: Afinia, del grupo EPM, es la empresa prestadora del servicio de energía eléctrica.
- Gas Natural: Surtigas es la empresa distribuidora y comercializadora de gas natural en el municipio.